# Siegfried Klotz
Siegfried Klotz (* 8. August 1939 in Oberschlema; † 2. Februar 2004 in Dresden) war ein deutscher Maler und Hochschullehrer.

## Leben
Klotz absolvierte von 1954 bis 1957 eine Lehre als Dekorationsmaler und war danach Malergeselle in Reichenbach im Vogtland. Diese Arbeit behielt er bis 1965 parallel zu seinem Studium an der Mal- und Zeichenschule Zwickau bei Carl Michel von 1958 bis 1963. Im Jahr 1963 lernte Siegfried Klotz den Maler und Grafiker Bernhard Kretzschmar kennen. Später verband die beiden eine Freundschaft und nach dem Tod Kretzschmars übernahm Klotz dessen Atelier im Akademiegebäude auf der Brühlschen Terrasse in Dresden.
Ab 1965 studierte er an der Hochschule für Bildende Künste Dresden (HfBK) bei Rudolf Bergander und Jutta Damme. Das Studium beendete er 1970 mit dem Diplom für Malerei/Grafik. Er war 1970/1971 freischaffend in Dresden tätig, bis er 1971 mit der Aspirantur für Malerei bei Jutta Damme an der HfBK begann. Nach deren Abschluss im Jahr 1974 war er bis 1975 wieder freischaffend in Dresden tätig.
Zwischen 1975 und 1978 war Siegfried Klotz Assistent bei Gerhard Kettner in der Abteilung Grundstudium Malerei/Graphik an der HfBK in Dresden. Von 1978 bis 1979 war er Oberassistent in dieser Abteilung, dann in der Fachklasse von Günter Horlbeck. Von 1985 bis 1992 war er dort Dozent für Malerei. Im Jahr 1988 erhielt er den Kunstpreis des FDGB und wurde Leiter des Grundstudiums der Abteilung Malerei/Graphik an der HfBK in Dresden.
Von 1992 bis zu seinem Tod am 2. Februar 2004 war Siegfried Klotz Professor im Grundstudium für Malerei an der Hochschule für Bildende Künste Dresden. Sein malerisches Werk besteht überwiegend aus Bildnissen und Stadtlandschaften. Klotz porträtierte viele bedeutende Dresdner, unter ihnen Rolf Hoppe, A. R. Penck, Heinz Eggert, Fritz Löffler und Hans Nadler

„Wie Generationen sächsischer Künstler vor ihm kam Siegfried Klotz nach Dresden im zählebig traditionellen Glauben, an einen Hauptort der Kunst zu ziehen. Die zentripetale Kraft der Stadt bewährte sich mit der hier versammelten historischen Masse der Schaffenden und mit dem Glanz ihres ererbten Kunstbesitzes. Und das trotz der grauen Tage seit 1918 und trotz der Isolation seit 1945. … Die malerische Tradition seiner Farbhaut gründet auf Dresdner Tradition von Sterl zu Kokoschka zu Kretzschmar und Rosenhauer. Wie überlegen sie Markthelden á la Baselitz ist, wird allmählich wahrgenommen. … Der Mensch behauptet wieder seinen Gestaltungsanspruch in der Kunst. Er überlebt in den Widersprüchen.“

„In seiner Person und seinem Werk hat Siegfried Klotz den Habitus Dresdner Professoren der Königlichen Kunstakademie wie Ferdinand Dorsch, Robert Sterl und Gotthard Kühl fortgeführt. Er porträtierte bekannte Persönlichkeiten und schöne Frauen und feierte die kulissenhaften Seiten der alten Residenzstadt. Seine Landschaften mit Hofkirche und Augustusbrücke sind in das Morgenlicht getaucht, in dem er sommers ab früh um fünf auf der Brühlschen Terrasse vor dem Andrang der Touristen sicher war. Oder sie sind von der Sonne eines Winters überstrahlt, der ebenfalls geeignet war, Störungen beim Malen zu entgehen. Da stand er im farbbeklecksten Sakko mit Hut und einer armlangen Palette vor der Staffelei. Mehr als einmal wurde er wie ein Original und Maskottchen der Öffentlichkeit vorgeführt.“

## Ehrungen
- 1978: Max-Lingner-Preis
- 1988: Kunstpreis der DDR
- 1988: Kunstpreis des FDGB
- 2001: Kunstpreis der Landeshauptstadt Dresden.

## Museen und öffentliche Sammlungen mit Werken Klotz‘ (unvollständig)
- Berlin: Neue Nationalgalerie[3]
- Dresden: Galerie Neue Meister[4]
- Dresden: Kupferstichkabinett[4]
- Dresden: Kunstfonds des Freistaats Sachsen[4]

## Ausstellungen (unvollständig)
Haupt-Quelle Galerie Himmel:

### Einzelausstellungen
- 1976: Hagenwerder, Klubhaus des Kraftwerks "Völkerfreundschaft"

- 1979 Technische Universität Dresden
- 1982 HfBK Dresden
- 1983 Galerie Comenius, Dresden
- 1987 Galerie Tim Gierig, Frankfurt/Main
- 1989 Zentrum für Kunstausstellungen der DDR, Galerie Rähnitzgasse, Dresden 1989
- 1994 Galerie Oltmanns, Unkel bei Bonn
- 1996 Galerie Börse, Coswig bei Dresden
- 1998 Kunstverein art gluchowe e. V., Glauchau
- 2003 Städtisches Museum Freital

#### Postum
- 2006 Galerie Kunstlade, Zittau
- 2007 Galerie Finkbein Dresden, Ausstellungspavillon Mirabellgarten/Vogelhaus, Salzburg
- 2014 Galerie Himmel[2] und Galerie Holger John, Dresden

### Ausstellungsbeteiligungen
- 1972 bis 1988 VII. bis X. Kunstausstellung der Deutschen Demokratischen Republik, Dresden
- 1972 bis 1985: vier Bezirkskunstausstellungen, Dresden
- 1974/1975 Junge Künstler '74. 1. Ausstellung junger bildender Künstler der DDR. Frankfurt/Oder, Galerie Junge Kunst
- 1975 Brüderlich verbunden. 1. gemeinsame Ausstellung Leningrader und Dresdner bildender Künstler, Dresden / Leningrad
- 1979 Weggefährten – Zeitgenossen. Bildende Kunst aus drei Jahrzehnten. Altes Museum, Berlin
- 1981 25 Jahre NVA. Dresden, Ausstellungszentrum am Fučík-Platz
- 1984 Alltag und Epoche. Berlin, Altes Museum
- 1985 Bekenntnis und Verpflichtung. Dresden, Albertinum
- 1985 Städtisches Museum, Gelsenkirchen
- 1986 Soldaten des Volkes – dem Frieden verpflichtet. Kunstausstellung zum 30. Jahrestag der Nationalen Volksarmee. Cottbus, Staatliche Kunstsammlung
- 1986 Kommunale Galerie im Leinwandhaus, Frankfurt/Main
- 1987 Galerie Timm Gierig, Frankfurt/Main
- 1988 Biennale di Venezia
- 1989 Chicago International Art Exposition
- 1990 Samuelis Baumgarte Galerie, Bielefeld
- 1990 Gemeinsame Akademieausstellung Dresden-Stuttgart, Sindelfingen
- 1991 Galerie Ludorff, Düsseldorf
- 2003 DIALOG II. Gemeinsame Ausstellung Dresdner und St. Petersburger Künstler, St: Petersburg